# Amauridia fuscula
Amauridia fuscula là một loài bướm đêm trong họ Noctuidae.